# Trattato di amicizia russo-persiano
Il Trattato di amicizia russo-persiano fu firmato il 26 febbraio 1921 a Mosca tra i rappresentanti della Persia e della Russia sovietica. In base ai termini del trattato, tutti i precedenti accordi stipulati tra i firmatari, compreso il Trattato di Turkmenchay, furono annullati. Inoltre, sia la Russia che l'Iran ricevettero pieni ed uguali diritti di navigazione nel Mar Caspio insieme al diritto di battere le rispettive bandiere nazionali sulle loro navi commerciali. Le ratifiche furono scambiate a Teheran il 26 febbraio 1922 e venne registrato nella Serie dei Trattati della Società delle Nazioni il 7 giugno 1922.
Lo scopo originale del trattato era quello di impedire alle forze controrivoluzionarie dei Russi bianchi fuggiti in Iran dopo la rivoluzione bolscevica di attaccare i sovietici dal territorio iraniano come era accaduto fino al 1918. L'approvazione del trattato, e in particolar modo degli articoli 5 e 6, fu oggetto di un vigoroso dibattito nel parlamento persiano; il sentimento anti-britannico, tuttavia, portò alla sua accettazione senza modifiche. Il trattato sarebbe servito come base per un'occupazione sovietica nel 1941, e gli articoli 5 e 6 furono infine ripudiati dall'Iran nel 1979.

## Estratti
"Firmato a Mosca il 26 febbraio 1921
ARTICOLO 5
Le due Alte Parti contraenti si impegnano:
(1) Proibire la formazione o la presenza, nei rispettivi territori, di qualsiasi organizzazione o gruppo di persone, indipendentemente dal nome con cui sono conosciute, il cui scopo è commettere atti di ostilità contro la Persia o la Russia, o contro gli Alleati della Russia. Vieteranno parimenti la formazione di truppe o eserciti entro i rispettivi territori con lo scopo suddetto.
(2) Non consentire a terzi o organizzazioni, o come vengano chiamati, ostili all'altra Parte contraente, di importare o trasportare in transito attraverso i loro paesi materiale che possa essere utilizzato contro l'altra parte.
(3) Impedire con ogni mezzo in loro potere la presenza nei loro territori o nei territori dei loro Alleati di tutti gli eserciti o forze di terzi nei casi in cui la presenza di tali forze sarebbe considerata una minaccia per le frontiere, interessi o sicurezza dell'altra Parte contraente.
ARTICOLO 6
Se una parte terza tentasse di attuare una politica di usurpazione mediante un intervento armato in Persia, o se tale Potenza desiderasse utilizzare il territorio persiano come base operativa contro la Russia, o se una Potenza Straniera dovesse minacciare le frontiere della Federazione di Russia o quelle dei suoi alleati, e se il governo persiano non dovesse essere in grado di porre fine a tale minaccia dopo essere stato una volta chiamato a farlo dalla Russia, la Russia avrà il diritto di far avanzare le sue truppe nell'interno persiano al fine di svolgere le operazioni militari necessarie alla sua difesa. La Russia si impegna, tuttavia, a ritirare le sue truppe dal territorio persiano non appena il pericolo sarà stato rimosso".

## Allegato del 1921
(Lo Scià di Persia chiese dei chiarimenti ai sovietici in merito agli articoli 5 e 6 del Trattato di amicizia)
"Teheran, 12 dicembre 1931, Vostra Eccellenza,
In risposta alla sua lettera datata il 20º giorno di Ghows, ho l'onore di informarla che gli articoli 5 e 6 sono destinati ad applicarsi solo ai casi in cui sono stati fatti preparativi per un considerevole attacco armato contro la Russia o le Repubbliche Sovietiche ad essa alleate, dai partigiani del regime rovesciato o dai suoi sostenitori tra quelle Potenze straniere che sono in grado di assistere i nemici delle Repubbliche Operaie e Contadine e nello stesso tempo di impossessarsi, con la forza o con metodi ingannevoli, di parte del territorio persiano, stabilendo così una base operativa per eventuali attacchi - effettuati direttamente o tramite le forze controrivoluzionarie - che potessero meditare contro la Russia o le Repubbliche sovietiche a essa alleate. Gli articoli citati non sono quindi in alcun modo intesi ad applicarsi ad attacchi verbali o scritti diretti contro il governo sovietico dai vari gruppi persiani, o anche da eventuali emigrati russi in Persia, nella misura in cui tali attacchi siano generalmente tollerati tra Potenze vicine animate da sentimenti di reciproca amicizia.
In merito all'articolo 13 e al piccolo errore su cui richiamate l'attenzione nell'articolo 3 con riferimento alla Convenzione del 1881, sono in grado di affermare categoricamente, come ho sempre affermato, che il mio governo, il cui atteggiamento nei confronti della nazione persiana è del tutto amichevole, non ha mai cercato di porre alcuna restrizione al progresso e alla prosperità della Persia. Io stesso condivido pienamente questo atteggiamento e sarei pronto se si mantenessero relazioni amichevoli tra i due paesi di promuovere negoziati in vista di una revisione totale o parziale di questi articoli sulla linea voluta dal governo persiano, per quanto riguarda gli interessi del permesso della Russia.
Alla luce delle precedenti affermazioni, confido che, come mi ha promesso nella sua lettera, il suo governo e il Mejlis ratificheranno il Trattato in questione quanto prima.
Ho l'onore di essere, Vostra Eccellenza, ecc.
(Firmato) ROTHSTEIN
Rappresentante Diplomatico della
Repubblica Socialista Federale Sovietica Russa"